# Innenpsychologie
Innenpsychologie stellt einen besonderen Gesichtspunkt innerhalb der Gruppe topologischer seelischer Begriffe dar, der seit den Anfängen der Psychologie als wesentlich galt. Die Abgrenzung und Unterscheidung zwischen Innen- und Außenpsychologie hat darüber hinaus grundlegende philosophische Bedeutung, indem sie die Richtung einer jeden psychischen Aktivität angibt und damit einen „Raum“ bezeichnet, der als Innen- oder Außenwelt bezeichnet werden kann.(a) Diese Unterscheidung beschränkt sich nicht nur auf die Einzelpsychologie als Möglichkeit subjektiver Erfahrungen. Innenpsychologie ist auch möglich innerhalb von Gemeinschaften oder Gruppen wie etwa der Massenpsychologie, ja überhaupt von spezifischen lebenden Entitäten. Zu diesen topologischen Bezeichnungen zählen grundsätzlich auch die Tiefenpsychologie oder die Topik. Die räumlichen Angaben sind nur teilweise metaphorischer Art.

## Geschichte der Psychologie

Die Innenpsychologie geht zwar von einem Körperschema und der äußeren Abgrenzung eines Menschen von seiner Umwelt aus. Doch erscheint die Einteilung eines psychischen Innenraums eher metaphorisch. Die Verarbeitung von inneren Reizen, von äußeren Einflüssen der Wahrnehmung, kollektiver Einwirkungen und hierauf erfolgender motorischer Reaktionen ist zu unterscheiden.

Die Innensicht auf die Seele rührt aus den Anfängen der Psychologie und der Sichtweise der Vermögenspsychologie. Die Annahme von Grundpotenzen verleitete dazu, diese unsichtbaren und nur „potentiell“ wirksamen Fähigkeiten in das nicht wahrnehmbare Innere eines Organismus zu verlegen, siehe auch den Begriff des Leistungspotenzials. Die Leistungspsychologie geht jedoch von den entgegengesetzten Annahmen der Außenpsychologie aus. Sie ist bestrebt, eine objektive Psychologie zu erkennen und empirische Tatbestände zu messen. Fasst man aber die innenpsychologische Seite des psychischen Lebens ins Auge, so ist Gegenstand der Betrachtung und Untersuchung das Erleben – also die subjektive Seite der seelischen Abläufe.(a) Carl Gustav Carus (1789–1869) unterscheidet die „Welt unseres innersten geistigen Daseins“ von allem „Äußerlichen“. Damit nähert er sich nicht nur Freuds Unterscheidungen von Bewusst und Unbewusst, indem die letztere unbewusste Zustandsform des Bewusstseins nicht nur dem inneren Zustand des Gewußten allein eigen ist, sondern auch Teil ist von Freuds grundlegender Unterscheidung seelischer Polaritäten zwischen Ich (Innenwelt) und äußerer Realität (Außenwelt). Diese Polaritäten enthalten nach Freuds Auffassung nicht nur die gegeneinander abzugrenzende strukturelle Natur des Ichs, Es, und Überichs, sie sind auch komplementärer Art, sie bilden untereinander gegenseitige Verknüpfungen und stehen somit für die Einheit alles Seelischen. Freud unterscheidet grundsätzlich drei psychische Polaritäten: 1. innen und außen, 2. Aktivität und Passivität sowie 3. Lust und Unlust. Die inneren Instanzen von Ich, Überich und Es können die Vertretung der Realitätsforderung aus der Außenwelt übernehmen. Diese Tatsache dient Freud als Anhaltspunkt zur Unterscheidung von Neurose und Psychose. Im ersteren Falle sei die Beziehung des Ichs zu den inneren Instanzen gestört, im zweiten Falle die zur Außenwelt.

### Philosophische Anthropologie
In der philosophischen Anthropologie wird die subjektive Seite der Eigenwelt traditionell als Innenwelt beschrieben, so jedenfalls noch von Heidegger. Sartre betrachtet den Dualismus von Innen- und Außenwelt in der klassischen Form jedoch als unbegründet, insbesondere die Unterscheidung von „falschem Schein“ (außen, körperlich) und „wahrem Sein“ (innen, seelisch-geistig) – neben der Abgrenzung von Noumenon und Phänomenon sowie Akt und Potenz. Den Wert der Erscheinung erklärt Sartre dabei als vorrangig. Der von Edmund Husserl eingeführte Begriff der Abschattung ergibt jedoch für ihn eine neue Form von Dualismus, nämlich den der endlichen und unendlichen Reihe. Auch aus der Phänomenologie ist die Spaltung in Innenpsychologie und Außenpsychologie herleitbar. Sie gründet in der Subjekt-Objekt-Spaltung.(b)

### Psychologische Reflexion
Unser Denken ist meist auf die äußere Welt der Dinge gerichtet. Oft genug besteht jedoch Anlass dazu, aus diesem gleichsam natürlichen Verhalten zurück- und herauszutreten. Ein solcher Schritt des Übergangs vom bloßer Gegenstandsbezogenheit zu einer Rückbesinnung auf die eigene denkende Person und die mannigfaltigen Akte des Wahrnehmens und Beobachtens, des Empfindens und Überlegens (Noesis), mit deren Hilfe sich das Interesse am Gegenstand vollzog (Noëma), einschließlich dieses Interesses selbst am Gegenstand wird als Gefüge wahrgenommen, in das der Gegenstand einbezogen ist. Akte kognitiver Art können so auf jene vorausgegangenen Akte bezogen werden. Dies wäre auch als Erkenntnispsychologie zu benennen. Das Interesse selbst ist nicht nur auf eine »äußere«, sondern insbesondere auch auf eine »innere« Erfahrungswelt gerichtet, in der sich diese kognitiven Prozesse abspielen.

## Verbreitung im fachlichen Sprachgebrauch
Die grundsätzliche Unterscheidung zwischen Innen- und Außenpsychologie fordert ebenso grundsätzlich verschiedene Standpunkte heraus. Entweder wird – je nach persönlicher „innerer“ Einstellung – der Außenbereich als vorbildlich oder erstrebenswert angesehen, dies mit der Erwartung, das eigene Seelenleben ggf. nach Kriterien von erfolgreicher äußerer Leistung positiv zu verändern oder aber es wird der Innenbereich als höchster Wert betrachtet, der ggf. das Ziel einer Formung, Entwicklung und Veränderung der Außenwelt mit sich einschließt. Regelmäßigkeit ist hier nicht zu erwarten. Erst recht kann keine Allgemeingültigkeit beansprucht werden.(c) Aus der Art dieser grundsätzlichen Unterscheidung folgt jedoch, dass der jeweilige Oberbegriff der Außen- oder Innenpsychologie eine Vielzahl von Unterbegriffen in sich einschließt. Unter den Oberbegriff der Innenpsychologie fallen insbesondere so verbreitete psychologische Bezeichnungen wie Erinnerung oder Selbsterkenntnis, Selbstbeobachtung, Selbsterfahrung. Als innerer Sinn kann sogar der Gemeinsinn angesehen werden.

## Psychotherapie
Wer einen innenpsychoplogischen Standpunkt vertritt, der nähert sich damit psychodynamischem Denken. Bei diesem kann es sich etwa um das Zusammenwirken mehrerer hypothetischer Persönlichkeitsschichten handeln. Solches Verständnis ist als Akt verstehender Psychologie einzuschätzen und entspringt daher nicht zwingend naturwissenschaftlichem Denken. Es ist somit auch logisch zu folgern, dass der innenpsychologische Standpunkt eher mit psychotherapeutischen Vorstellungen als mit medizinischer Nosologie zusammenhängt. Mit der ausschließlich innenpsychologischen Seite der Betrachtung wird die Unfähigkeit ausgeblendet, nämlich das Nicht-Können, das psychische Krankheit charakterisiert – ebenso wie die gesamte seit der Antike auf einem eher körperlichen Krankheitsverständnis (Somatismus) beruhende Nosologie.(b) Innenpsychologisch bedeutsam ist die schizothyme Persönlichkeit, die das Charaktermerkmal der Introversion aufweist. Wie bereits vorstehend ausgeführt hat Freud den Ursprung der Übertragungsneurosen auf innerseelische Konflikte bezogen, die Entstehung der Psychosen auf Störungen in der Beziehung des Individuums zur Außenwelt.